# Celma Bonfim
Celma da Graça Soares Bonfim (* 23. Dezember 1977) ist eine Leichtathletin aus São Tomé und Príncipe.

## Karriere
Bonfim trat bei den Olympischen Sommerspielen 2008 im 5000-Meter-Lauf der Frauen an und wurde 16. der Vorrunde. In diesem Jahr war sie außerdem Fahnenträgerin für São Tomé und Príncipe. Bei den Olympischen Sommerspielen 2016 erreichte sie den 14. Platz der Vorrunde im 1500-Meter-Lauf der Frauen.